# 대한민국 민법 제997조
대한민국 민법 제997조는 상속개시의 원인에 대한 민법 상속법 조문이다. 상속이 고인의 죽음과 동시에 진행된다는 것을 천명한 조항이다.

## 조문
제997조 (상속개시의 원인) 상속은 사망으로 인하여 개시된다.

第997條(相續開始의 原因) 相續은 死亡으로 因하여 開始된다.  <개정 1990.1.13.> [제목개정 1990.1.13.]

## 비교 조문
일본민법 제882조(상속개시의 원인) 상속인 사망에 의하여 개시한다.

第八百八十二条（相続開始の原因）相続は、死亡によって開始する。

## 사례
아버지가 1988년도에 사망하셨고, 상속인으로는 딸과 아들 둘이 있는데 아버지 사망 당시 딸은 결혼한 상태였으며, 아버지가 남긴 상속재산은 분할하지 않은 채 지내온 경우, 상속은 피상속인이 사망한 순간에 개시되며 상속에 대하여는 상속이 개시된 당시의 법이 적용되는데, 당시 민법에 의하면 법정상속분은 장남 1.5, 결혼할 딸 0.25, 기타 자녀 1, 처 1.5의 비율로 상속하도록 된다

## 참고 문헌
- 오현수, 일본민법, 진원사, 2014. ISBN 9788963463452
- 오세경, 대법전, 법전출판사, 2014 ISBN 9788926210277
- 이준현, LOGOS 민법 조문판례집, 미래가치, 2015. ISBN 9791155020869